# Lwembe
La Lwembe (aussi écrit Luembe) est une rivière du bassin du fleuve Congo, dans les provinces du Kasaï-Oriental et du Katanga en république démocratique du Congo, et un affluent de la Lubilanji (Sankuru). 